# جوناثان بارسونز
جوناثان بارسونز (بالإنجليزية: Jonathan Parsons)‏ هو عالم عقيدة أمريكي، ولد في 30 نوفمبر 1705، وتوفي في 19 يوليو 1776.